# Elchweiler
Elchweiler település Németországban, Rajna-vidék-Pfalz tartományban. Lakosainak száma 98 fő (2023. december 31.).

## Népesség
A település népességének változása:
| Lakosok száma | 93   | 90   | 88   | 99   | 99   | 98   |
|               | 1975 | 2017 | 2019 | 2021 | 2022 | 2023 |